# Orsja rajon
Orsja rajon (ukrainska: Аршанскі Раён: Arsjanski rajon; ryska: Оршанский район: Orsjanskij rajon) är ett distrikt i Belarus. Det ligger i Vitsebsks voblast, i den nordöstra delen av landet, 190 kilometer öster om huvudstaden Minsk. Huvudort är Orsja. 